# Либрация

На этой анимации изображено множество смоделированных видов Луны в течение одного месяца

Либрация (от лат. lībrātiō — «раскачивание») — медленное колебание (действительное или кажущееся) спутника, наблюдаемое с поверхности тела, вокруг которого он вращается. Без дополнительных уточнений слово «либрация» обычно означает кажущееся колебательное движение Луны при наблюдении с Земли.
Хотя период обращения Луны вокруг Земли равен периоду её обращения вокруг своей оси, либрация позволяет наблюдателю с Земли видеть в разные моменты времени лунный диск в несколько различающихся положениях. Таким образом, всего с Земли может наблюдаться 59 % лунной поверхности. Аналогично, благодаря либрации наблюдатель, находящийся в некоторых точках Луны, составляющих примерно 20% её поверхности, имеет возможность наблюдать восходы и заходы Земли.
Существуют четыре типа либрации: по долготе, по широте, суточная либрация и физическая либрация.

## Либрация по долготе
Либрация по долготе имеет амплитуду около 7°54'. Она связана с тем, что орбита Луны вокруг Земли не является круговой. По этой причине скорость движения Луны по орбите непостоянна, тогда как её вращение вокруг своей оси происходит с почти постоянной скоростью. В результате видимое земному наблюдателю вращение Луны неравномерно, и наблюдатель может немного «заглядывать» в отвернутое от Земли полушарие поочередно с восточного и с западного края. Период либрации по долготе — аномалистический месяц.

## Либрация по широте
Либрация по широте имеет амплитуду около 6°50', она происходит вследствие наклона оси вращения Луны к плоскости её орбиты вокруг Земли. При движении Луны вокруг Земли мы наблюдаем то южный, то северный полюс Луны. Период либрации по широте — драконический месяц.

## Суточная либрация
Сравнительно малые ежедневные колебания амплитудой около 57'. Они связаны с небольшой удалённостью Луны от Земли и с параллаксом, который возникает при вращении Земли. В результате движения наблюдателя вместе с поверхностью Земли при её суточном вращении для наблюдения становятся доступными сначала западные области Луны, затем восточные. Период суточной либрации, естественно, составляет одни сутки.

## Физическая либрация
Физическая либрация — небольшое (амплитудой около 2') «покачивание» Луны, которое вызывается приливными силами со стороны Земли и проявляется в небольшом изменении периода вращения Луны вокруг своей оси. Физическая либрация происходит по сложному закону.